# Bulbophyllum tricornoides
Bulbophyllum tricornoides là một loài phong lan thuộc chi Bulbophyllum.